# Moi, quand je me réincarne en Slime
Moi, quand je me réincarne en Slime, connue au Japon sous le nom de Tensei shitara Slime datta ken (転生したらスライムだった件, Tensei shitara Suraimu datta ken, litt. « Le cas de réincarnation en Slime ») et abrégée Tensura (転スラ), est une série de Light Novel japonais  écrite par Fuse. Publiée à l'origine comme une websérie sur le site Shōsetsuka ni narō, la série a été publiée par l'éditeur Micro Magazine avec des illustrations de Mitz Vah depuis mai 2014, dont vingt-deux volumes ont été publiés à ce jour. Kurokawa publie une version française depuis juin 2019.
La série de romans a été adaptée en une série de manga dessinée par Taiki Kawakami ; cette adaptation est prépubliée dans le magazine de prépublication Monthly Shōnen Sirius de Kōdansha depuis mars 2015. La version française est publiée par Kurokawa depuis novembre 2017.
Une adaptation en série télévisée d'animation par le studio 8-Bit est diffusée pour la première fois au Japon entre le 2 octobre 2018 et le 26 mars 2019. Une deuxième saison séparée en deux cours a été diffusée entre janvier 2021 et septembre 2021, le premier cours étant diffusé du 12 janvier 2021 au 30 mars 2021 et le second, étant diffusé du 6 juillet 2021 au 21 septembre 2021. Une troisième saison est diffusée du 5 avril au 27 septembre 2024.
Le manga dérivé The Slime Diaries (転スラ日記, Tensura nikki) est également adapté et diffusé du 6 avril au 22 juin 2021.
Une déclinaison en jeu mobile est sortie au Japon le 30 octobre 2021.

## Synopsis
Satoru Mikami est un simple salaryman célibataire de 37 ans vivant à Tōkyō : il serait presque satisfait de sa vie monotone, s'il avait pu avoir une petite amie.
Alors qu'il croise dans la rue son cadet, qui lui présente sa fiancée, la panique gagne le trottoir lorsqu'un déséquilibré armé d'un couteau fonce à travers la foule : Satoru est mortellement blessé au dos en s'interposant pour protéger le couple. Alors qu'il mène une brève réflexion sur lui-même durant son agonie, une « voix » l'écoute et interprète ses « dernières paroles ».
Après avoir repris connaissance à l'intérieur d'une caverne, Satoru découvre qu'il s'est réincarné en Slime dans un autre monde : il acquiert dès lors de nouvelles compétences particulières, notamment Prédateur qui lui permet d'absorber n'importe quoi et d'en acquérir à loisir l'apparence, les propriétés ainsi que les compétences. Plus tard, il tombe sur Veldra Tempest, le Dragon des ouragans de niveau Catastrophe qui fut scellé pendant trois siècles pour avoir réduit une ville en cendres. Compatissant pour lui, Satoru se lie d'amitié avec le dragon à travers un pacte, lui promettant de l'aider à détruire le sceau : en retour, Veldra lui confère le nom de Limule Tempest pour lui accorder la protection divine.
Désormais libéré de sa précédente vie, Limule se lance dans une quête pour prouver sa valeur : mais alors qu'il commence à s'habituer à sa nouvelle existence, la rumeur de ses accomplissements étranges commence à se répandre comme une traînée de poudre à travers le monde, changeant complètement son destin.

## Productions et supports

### Roman
Tensei shitara slime datta ken (転生したらスライムだった件, Tensei shitara suraimu datta ken) est un travail original, écrit et conçu par Fuse, qui avait été initialement publié en ligne (Web Novel) sur le site de publication Shōsetsuka ni narō entre le 20 février 2013 et le 14 juillet 2014. Des histoires supplémentaires ont également été publiés entre le 28 août 2014 et le 1er janvier 2016. Avant de publier la série en ligne, Fuse avait envisagé de la présenter au Grand prix du roman Dengeki.
Fuse a été grandement influencé par Overlord de Kugane Maruyama, qui était aussi populaire sur le site Shōsetsuka ni narō,. L'auteur ajoute également que la forme slime du personnage principal n'est pas créée à partir du slime des jeux vidéo Dragon Quest mais en se basant sur l'image d'un monstre antagoniste qui apparaît dans un jeu de rôle sur table, et dont il a aussi trouvé une inspiration dans les jeux de rôle sur table qu'il a joué quand il était étudiant tels que Sword World RPG (ja), Wizardry, GURPS, etc..
La série amateure est par la suite adaptée en une série de light novel par la maison d'édition japonaise Micro Magazine (ja) en comprenant des illustrations de Mitz Vah dont le premier volume est publiée le 30 mai 2014 ; et depuis janvier 2025, vingt-deux volumes ont été publiés. Les discussions sur une possible publication professionnelle remonte à novembre 2013 lors de sa candidature au Narokon (un concours organisé par Shōsetsuka ni narō), Fuse a avoué qu'il ne s'attendait pas à recevoir une offre pour ce travail, qu'il écrivait à l'origine avec l'intention de s'exercer dans la matière. Avec la publication professionnelle, l'histoire a dû être remaniée en recevant d'importantes indications de l'éditeur en charge, et au fur et à mesure que les tomes paraissent, les light novel ne suivent plus entièrement la websérie d'origine, qui est considérée comme la base de l'histoire. Malgré un début d'histoire et des arcs principaux similaires, le déroulement du light Novel et du web novel sont radicalement différentes.[En quoi ?] Fuse admet également qu'il n'a compris le thème de l'histoire qu'avec le contenu revisité du roman en ligne qui deviendrait le tome 2 des light novel. La série entamera son arc final à partir du 18e tome.
En Amérique du Nord, les droits d'éditions de la série en anglais ont été acquis par Yen Press. Elle est publiée sous le titre That Time I Got Reincarnated as a Slime depuis décembre 2017. En mai 2019, Kurokawa a annoncé la publication d'une version française des romans sous le titre Moi, quand je me réincarne en Slime qui a débuté en juin 2019 avec une traduction de Chloé Bardan.

#### Liste des volumes

Logo original de la série.

### Manga

#### Série principale
Une adaptation manga des light novels par Taiki Kawakami a commencé à être prépubliée dans le magazine de prépublication de shōnen manga Monthly Shōnen Sirius depuis le numéro de mai 2015, paru le 26 mars 2015. Les chapitres sont rassemblés et édités dans le format tankōbon par Kōdansha avec le premier tome publié en octobre 2015 ; vingt-neuf volumes sont disponibles depuis le 9 juin 2025.
En septembre 2017, Kurokawa a annoncé l'obtention de la licence du manga pour la version française, sous le titre Moi, quand je me réincarne en Slime, avec une traduction d'Erica Moriya dont le premier tome est publié le 9 novembre 2017 et le deuxième le 7 décembre 2017,. En Amérique du Nord, Kodansha Comics détient les droits d'éditions en anglais de la série.

#### Séries dérivées
Une série dérivée, intitulée Tensei shitara slime datta ken: Mamono no kuni no arukikata (転生したらスライムだった件 魔物の国の歩き方), est dessinée par Shou Okagiri et publiée sur le site Comic Ride de Micro Magazine depuis le 28 juillet 2016,. Le 30 janvier 2021, huit volumes tankōbon ont été publiés.
Une seconde série dérivée au format quatre cases, dessinée par Shiba, est lancée dans le numéro de juin 2018 du Monthly Shōnen Sirius, sorti le 26 avril 2018. Intitulée Tensura nikki (転スラ日記), la vie quotidienne de Limule y est dépeinte sur un ton humoristique. Le 9 janvier 2024, sept volumes tankōbon ont été édités par Kōdansha.
Dessinée par Shizuku Akechi, Tensei shitara shachiku datta ken (転生しても社畜だった件) est la troisième série dérivée de la franchise. Celle-ci est lancée sur le site Suiyōbi no Sirius de Kōdansha en partenariat avec Niconico Seiga le 26 septembre 2018. La maison d'édition a également intégré la série dans le Monthly Shōnen Sirius à partir du 26 octobre 2018. Elle s'est conclue dans le numéro de juin 2020, publié le 25 avril 2020. L'histoire suit Limule, qui se réveille à nouveau dans le monde réel avec un travail de salaryman similaire à sa précédente vie mais dans son corps de slime. Les chapitres sont rassemblés et édités dans le format tankōbon par Kōdansha avec un premier volume publié en juillet 2019 ; elle est composée au total de deux volumes tankōbon.
Intitulé Tenchura! Tensei shitara slime datta ken (転ちゅら！ 転生したらスライムだった件), cette quatrième série dérivée au format quatre cases a débuté dans le numéro d'avril 2019 du Monthly Shōnen Sirius de Kōdansha, sorti le 26 février 2019. Dessiné par Chacha, on y suit l'histoire de Limule qui, après avoir acquis la capacité d'imiter l'apparence d'un humain, se retrouve bloqué dans le corps d'un enfant. Les chapitres sont rassemblés et édités dans le format tankōbon par Kōdansha avec un premier volume publié en mars 2020. Le 31 mars 2021, trois volumes tankōbon ont été édités par Kōdansha.
Une cinquième série dérivée est lancée entre le 7e numéro et le 9e numéro de 2019 du magazine de prépublication bimensuel de seinen manga Evening de Kōdansha, respectivement parus le 12 mars et le 9 avril 2019,. Intitulé Tensei shitara Shima Kōsaku datta ken (転生したら島耕作だった件), il s'agit d'une collaboration entre Kenshi Hirokane (l'auteur de Kachō Kōsaku Shima), Fuse (l'auteur de la franchise) et Taiki Kawakami (le dessinateur du manga principal) où Satoru Mikami s'est réincarné en Kōsaku Shima, âgé de 37 ans, en 1984 au lieu d'être transporté dans un monde fantastique sous la forme d'un slime. Les chapitres sont rassemblés et édités dans un volume tankōbon unique publié en juillet 2019.
Une sixième série dérivée, réalisée par Tae Tono, a commencé sur le site Suiyōbi no Sirius le 16 mars 2019. Tensei shitara slime datta ken Ibun: Makuni kurashi no Trinity (転生したらスライムだった件 異聞 ～魔国暮らしのトリニティ～) suit les aventures de Phos, une fille du royaume des fauves d'Eurasania, qui est envoyée à Tempest comme espionne sur ordre du roi-démon Callion. Les chapitres sont rassemblés et édités dans le format tankōbon par Kōdansha avec un premier volume publié en décembre 2019. Le 9 juin 2025, douze volumes tankōbon ont été édités par Kōdansha.

### Adaptation animée

#### Séries animées
Une adaptation en une série télévisée d'animation a été annoncée par une bande enveloppante sur le douzième light novel lors de sa sortie le 9 mars 2018,. Réalisé par Yasuhito Kikuchi au studio d'animation 8-Bit, avec Atsushi Nakayama comme assistant, l'anime est écrit par Kazuyuki Fudeyasu, Ryōma Ebata adapte les chara-designs pour l'animation, Takahiro Kishida se charge du design des monstres et Elements Garden compose la musique. Il a été révélé en juin 2018 que la série se déroulera en deux cours, soit un semestre. Celle-ci est diffusée pour la première fois au Japon entre le 2 octobre 2018 et le 26 mars 2019 sur Tokyo MX, BS11 et tvk, et un peu plus tard sur MBS,.
La série a été annoncée à la base pour 24 épisodes de 24 minutes répartis dans quatre coffrets Blu-ray et huit coffrets DVD. Il a été révélé en janvier 2018 que l'histoire principale de la série se terminerait avec le 23e épisode ; le 24e épisode comporte une histoire originale écrite par Fuse qui aborde la rencontre entre Shizu et Diablo, il est ensuite suivi d'un 25e épisode supplémentaire porté sur les histoires courtes de Veldra publiés dans les volumes du manga,. Cette saison adapte en grande partie les quatre premiers arcs de la série.
Une deuxième saison a été annoncée pour 2020 lors de la projection du 24e épisode de la série à Tokyo le 17 mars 2019,. Elle est de nouveau réalisée par Atsushi Nakayama chez 8-Bit avec des scripts par Kazuyuki Fudeyasu et une bande originale composée par Elements Garden,. Celle-ci est divisée en deux cours dont le 1er était initialement prévu d'octobre 2020 à décembre 2020 tandis que le 2d pour avril 2021 à juin 2021 sur Tokyo MX, MBS, BS11, TVA, TVh, TVQ, GYT, GTV, ; bien que le comité de production avait alloué suffisamment de temps pour la production, l'état d'urgence sanitaire au Japon en raison de la pandémie de Covid-19 au sein du pays a eu un impact considérable sur le calendrier de production, ainsi les premières diffusions des deux cours sont décalées d'une saison, le 1er cours passant d'octobre 2020 à janvier 2021 tandis que le 2d d'avril 2021 à juillet 2021,. La diffusion de la saison a officiellement débuté le 12 janvier 2021 et a été diffusée jusqu'au 21 septembre 2021. Un épisode de transition récapitulant la première saison tout en introduisant le personnage d'Hinata Sakaguchi est diffusé le 5 janvier.
Une troisième saison est annoncée à l'occasion d'une avant-première du film à Tokyo, le 9 novembre 2022. Sa diffusion débute le 5 avril 2024 à la télévision japonaise et se termine le 27 septembre 2024. Elle est précédée par la diffusion d'un épisode de transition (no 48.5) le samedi 30 mars, et de deux compilations récapitulatives des deux premières saisons les 3 et 4 avril.
Bandai Namco Arts a annoncé en mars 2020 que le manga dérivé Tensura nikki (転スラ日記) de Shiba est également adapté en anime,. Celui-ci est réalisé par Yuji Ikuhara également chez 8-Bit avec pour assistant réalisateur Tsutomu Kasai, qui sont respectivement le producteur des CG et le producteur exécutif de la série principale, ils sont accompagnés de Kotatsumikan pour la supervision des scripts, de Risa Takai et de Atsushi Irie en tant que character designers et de R・O・N (ja) pour composer la bande originale,. Initialement prévue entre janvier 2021 et mars 2021,, la diffusion de la série a également dû être décalée pour finalement être diffusée du 6 avril 2021 au 22 juin 2021 sur Tokyo MX, MBS, BS11, TVA, TVh, TVQ, GYT, GTV.
Crunchyroll dispose des droits de diffusion en simulcast/streaming de l'ensemble de la franchise dans le monde entier, excepté en Asie,,. Depuis le 18 août 2021, une version française de la premiere saison est également diffusée par la plateforme,,, réalisé par le studio de doublage SDI Media Belgium, sous la direction artistique de Frederik Haùgness, par des dialogues adaptés de Jennifer Grossi et Ludivine Marcvalter, une version française pour la série dérivée Tensura nikki (転スラ日記) est également annoncée pour le 1er octobre 2021. Dans les pays européens francophones, la première saison est aussi diffusée en streaming sur la plateforme Anime Digital Network depuis février 2021. En France, la chaine télévisée J-One diffuse la seconde saison depuis le 16 janvier 2021. Muse Asia diffuse l'anime en Malaisie, en Thaïlande, en Inde, en Indonésie, au Bangladesh, au Laos, au Myanmar, au Népal, au Vietnam, au Brunei, au Cambodge et au Bhoutan,.

#### Hors-série
Un OAD devait initialement être publié le 29 mars 2019, avec le 11e volume du manga, mais il a été reporté pour le 4 décembre 2019 avec le 13e volume du manga à la suite de « diverses circonstances » dans sa production ; celui-ci est un épisode spécial réunissant les différents personnages de la série. Un deuxième OAD est publié le 9 juillet 2019 avec le 12e volume du manga.
Fin novembre 2019, il a été annoncé que trois autres OAD seront publiés avec les éditions limitées des 14e, 15e et 16e volumes du manga dont l'auteur original Fuse a écrit de nouvelles histoires pour ces épisodes. L'OAD qui accompagne le 14e volume est projeté lors d'un événement spécial en présence des seiyū de Limule, Ranga et Chloe (respectivement Miho Okazaki (ja), Chikahiro Kobayashi (ja) et Azusa Tadokoro (ja)) au Marunouchi Piccadilly à Tokyo le 26 janvier 2020 avant de sortir le 27 mars 2020. Les deux derniers OAD sont diffusés respectivement le 9 juillet 2020 et le 26 novembre 2020.
Crunchyroll dispose des droits de diffusion en streaming des OAD dans le monde entier, excepté en Asie,,.

#### Crossover
Une série d'animation au format court, Tensei shitara Suraimu datta ken x Genjitsu no Yohane -Sunshine in the Mirror- (『転生したらスライムだった件』×『幻日のヨハネ -SUNSHINE in the MIRROR-』), mêlant les personnages chibi des deux univers, est annoncée pour le 21 juin 2023 à la télévision japonaise.

#### Musiques

##### Génériques
Takuma Terashima (ja) est crédité pour les chansons d'opening de la première saison,. TRUE (ja) interprète la chanson du premier ending de la première saison tandis que celle du second est chantée par Azusa Tadokoro (ja),.
La chanson de TRUE est utilisée pour le premier opening de la seconde saison tandis que celle de l'ending est produite par STEREO DIVE FOUNDATION (ja),. La chanson de MindaRyn est utilisée pour le second opening de la seconde saison tandis que celle de l'ending est interprété par Takuma Terashima (ja).
Akane Kumada (ja) interprète la chanson de l'opening de la série dérivée Tensura nikki.

### Jeu vidéo
Une bande enveloppante, présente sur le septième volume du manga lors de sa sortie le 9 mars 2018, a annoncé une « probable » adaptation en jeu vidéo de rôle de la série. C'est avec l'ouverture d'un site dédié et la création d'un compte Twitter que l'on apprend que celle-ci est développée par KICK-ASS et Gamegate. Intitulé Tensei shitara slime datta ken: Lord of Tempest (転生したらスライムだった件 〜魔国連邦創世記〜, Tensei shitara suraimudatta kudan: Rōdo obu Tenpesuto), le jeu est disponible gratuitement pour les appareils sous iOS ou Android au Japon depuis le 30 octobre 2018 et comporte des micropaiements,,.

## Accueil

### Prix et classements
La série en ligne est devenue le titre le plus populaire de Shōsetsuka ni narō en termes de nombres de vues depuis février 2019.
La série est classée dixième dans la liste de light novel les plus vendus de la Shosen Book Tower, une librairie à Akihabara, en 2016,. En 2018, la série de manga est la plus vendue dans le classement général de Book Walker, l'une des plus grandes librairies numériques au Japon, et dont la série de light novel y est également classée 9e. La série a reçu le Grand Prix du Book Walker 2018 pour ses romans et son adaptation manga. Elle avait déjà remportée le prix de la catégorie des light novel l'année précédente. L'adaptation manga et la série de light novel sont respectivement les deux premières séries les plus vendues de BookWalker pour le premier semestre de 2019.
La série de light novel a été classé huitième en 2016 dans l'édition de 2017 du guide Kono light novel ga sugoi! de Takarajimasha dans la catégorie tankōbon. Elle est classée sixième pour celle de 2018. Pour l'édition de l'année suivante, la série est placée cinquième dans la même catégorie.
La série principale de manga a été sélectionnée dans la catégorie des mangas isekai d'une liste de recommandation des libraires japonaises selon le sondage du Zenkoku Shotenin ga Eranda Osusume Comic 2019 (全国書店員が選んだおすすめコミック2019, litt. « Bandes dessinées recommandées par les librairies nationales de 2017 »), mené par la libraire en ligne Honya Club et publié en février 2019,. Elle est nommée dans la catégorie du meilleur shōnen pour la 44e édition du Prix du manga Kōdansha en 2020, puis remporte le prix lors de la 46e édition en 2022.

### Ventes
Il a été annoncé en mars 2017 que la série avait dépassé le total des 2 millions de copies imprimées. Révélée par la bande enveloppante du douzième volume en mars 2018, l'ensemble de la franchise a plus de 4,5 millions d'exemplaires imprimés. En juin 2018, le site officiel de la série d'animation a indiqué que le total de 5,5 millions de copies a été atteint. En septembre 2018, la franchise a dépassé les 6,5 millions d'exemplaires. En mars 2020, il a été souligné que le tirage totale de la série s'élève à plus de 18 millions de copies. Dans le numéro d'août 2020 du magazine Shōnen Sirius, sorti en juin 2020, il a été annoncé que le tirage de la série a désormais atteint les 20 millions de copies.
Le 26 novembre 2018, une publicité d'une page entière de la série est publiée dans l'édition nationale du journal Yomiuri shinbun qui indique également que 3,3 millions de copies du roman ont été imprimés en 2018 seulement (de décembre 2017 à novembre 2018). La série de light novel s'est écoulée en 539 277 exemplaires et se classe 5e parmi celles les plus vendus au Japon en 2018, selon une liste qui couvre les ventes sondées du 20 novembre 2017 au 18 novembre 2018.
Tensura est à la tête du classement de l'Oricon des light novel les plus vendus en 2019 avec 879 734 exemplaires écoulés ; son adaptation manga principale figure à la 10e place des mangas les plus vendus en 2019 avec 3 414 482 copies écoulées.
Pour la première moitié de 2020, l'Oricon classe la série 3e des light novel les plus vendus sur des ventes de 18 novembre 2019 au 17 mai 2020 avec un total de 327 191 exemplaires, dont le 16e volume a écoulé 121 268 copies.